# Aguijada

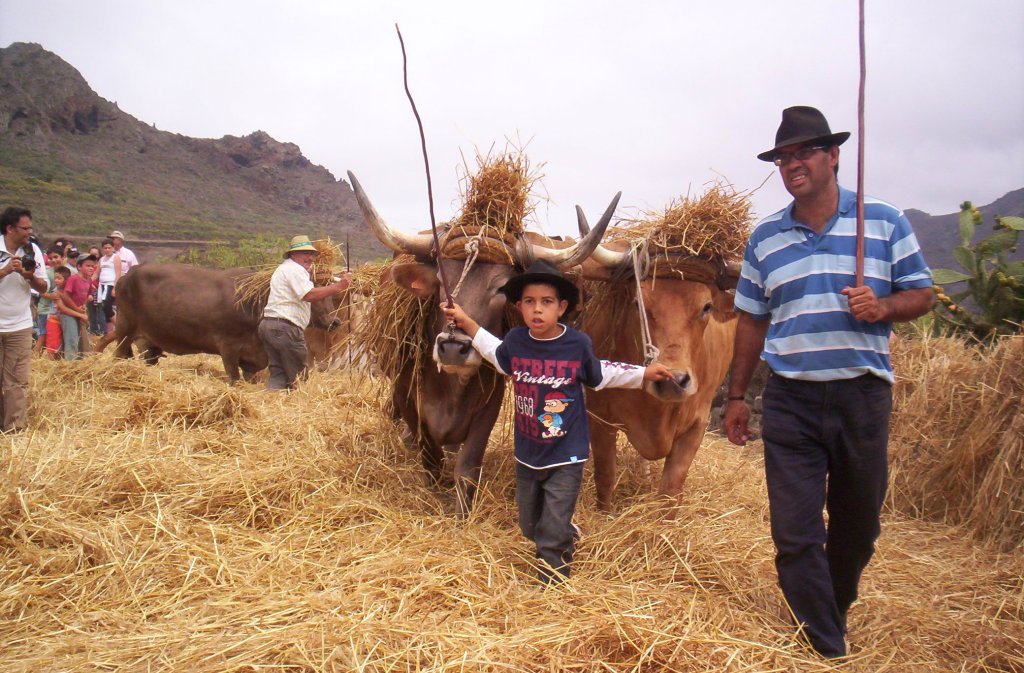
Agricultores con aguijada tirando de los bueyes

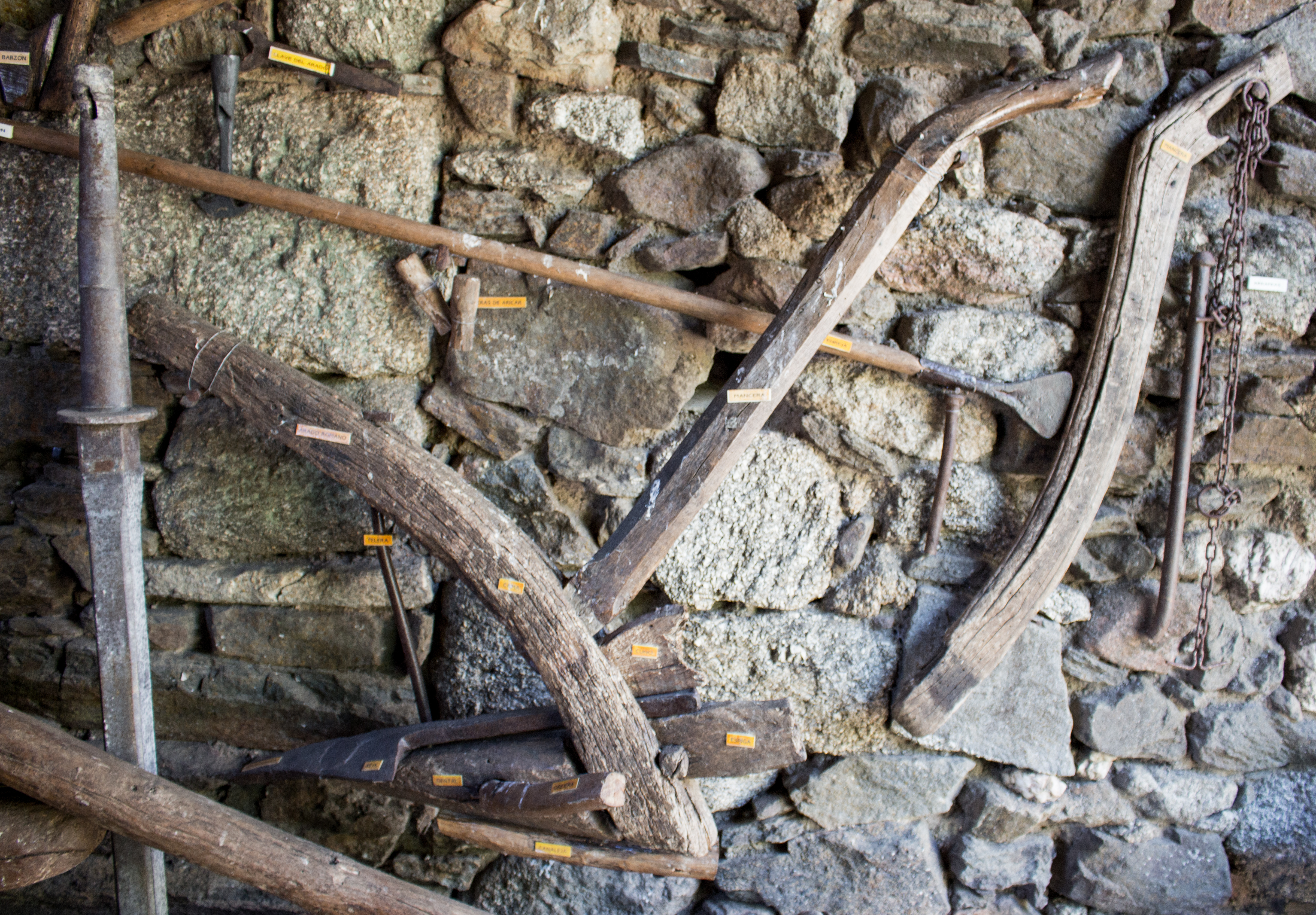
Aguijada con gavilán

Se llama aguijada, aijada o picana al aguijón que se emplea para azuzar a los bueyes. 
Es una vara con una punta pequeña de hierro en la extremidad superior, con la cual se pican y aguijonan los bueyes y otros animales cuando tiran del arado o de la carreta. Esta vara es de una pulgada de grueso por abajo y va en disminución a medida que se acerca a la punta, porque si fuese tan gruesa por arriba como por abajo, pesaría demasiado y fatigaría al gañán. Comúnmente tiene diez pies o tres metros de largo, según el arado que se emplea para labrar. 
Los conductores de bueyes necesitan picarlos de cuando en cuando, para animarlos al trabajo y que sostengan su paso; sin lo cual aflojarían hasta el punto de no querer andar. Al otro extremo tiene la vara una especie de paleta de hierro, llamada gavilán, con la que el labrador quita de cuando en cuando, la tierra que se pega al arado y fatiga mucho a los bueyes que tiran de él.